# Альвен, Шарль де
Шарль де Альвен, герцог де Альвен (фр. Charles de Hallwin; ок. 1540 —  1591) — французский военный и государственный деятель. Пэр Франции.

## Биография

Герб Шарля де Альвена, герцога де Альвена

Сын владельцы Аллюэна. Сеньор Пьена (Ноордпеен и Зюйтпеен), маркиз де Меньеле.
Участвовал в многих осадах и сражениях. Имел репутацию дворянина, пролившего бо́льшую часть своей крови за своих королей.
В 1558 году под командованием Франсуа де Гиза был участником осады Тьонвиля. В 1573 году стал губернатором Меца .
В мае 1587 года маркиз де Меньеле был возведен в герцогство Аллюэна.
В 1561 году был награждён Орденом Святого Михаила, позже, 31 декабря 1578 г. — орденом Святого Духа.
В 1559 г. женился на Анне Шабо, придворной даме Марии Стюарт и Маргариты де Валуа, дочери Филиппа Шабо, фаворите короля Франциска I, адмирале Франции и Франсуазы де Лонгви, внебрачной сестры короля Франциска I.